# (39405) Mosigkau
(39405) Mosigkau est un astéroïde de la ceinture principale.

## Description
(39405) Mosigkau est un astéroïde de la ceinture principale. Il fut découvert par Cornelis Johannes van Houten, Ingrid van Houten-Groeneveld et Tom Gehrels le 25 mars 1971 à l'observatoire Palomar. Il présente une orbite caractérisée par un demi-grand axe de 3,95 UA, une excentricité de 0,221 et une inclinaison de 1,75° par rapport à l'écliptique.
Il fut nommé en hommage au château de Mosigkau, relique en Allemagne du style baroque rococo, mouvement artistique du XVIIIe siècle, essentiellement architectural.

## Compléments